# テレビ埼玉アニメ番組放送一覧
テレビ埼玉アニメ番組放送一覧（テレビさいたまアニメばんぐみほうそういちらん）では、埼玉県の独立局であるテレビ埼玉（テレ玉）で放送ないし放送されたアニメ、アニメ情報番組を列挙している。
放送時刻はJST（日本標準時）で表記。現在放送中ないし過去のアニメ以外の番組については「Category:テレビ埼玉の番組」を参照のこと。

## 新作アニメの動向
2006年初冬より16:9マスター制作作品は原則としてフルサイズ放送を実施している。
テレ玉ではチバテレと同じく深夜の新作アニメの本数が軒並み減少を続けており、2017年4月は日曜24:00などの角川枠と木曜25:00に放送していたショートアニメ枠が消滅し、7月はショートアニメが復活した代わりに30分枠が消滅した。30分枠は10月に1本だけ復活したが、2018年4月は新作アニメの放送がついに完全消滅。TOKYO MXなど他局で放送された後、1年以内にテレ玉で放送する「準新作」もほぼなくなった。
その後、2019年1月から「SSSS.GRIDMAN」（2018年10月期のアニメ）が放送され、一度だけ準新作の放送が復活。以降は「松山あおい物語」シリーズや「どすこい すしずもう」といったショートアニメが不定期で放送されている。
2022年8月は『異世界迷宮でハーレムを』を突如開始し、30分アニメとしては4年4か月ぶりとなる完全新作アニメが放送された。以後、新作の30分アニメがほぼ毎クール組まれることになる。

## 新作アニメ
- 全力ウサギ　シーズン2（日17:55 - 18:00）※第2期

## アニメ再放送

### 夕刻帯
- らんま1/2（月18:30 - 19:00）※平成版
- 赤ちゃんと僕（火18:30 - 19:00)
- SLAM DUNK（水18:30 - 19:00）
- 僕のヒーローアカデミア （木18:30 - 19:00）
- あしたのジョー（金18:30 - 19:00）
- どすこい すしずもう（土12:00 - 12:30）
- ダイヤのA -SECOND SEASON-（土18:30 - 19:00）

※2024年9月30日より「ニュース545」が15分繰り上げ、18時にはショッピング枠が組まれるため、事実上1枠削減される。

### 夜間帯
- 機動戦士Zガンダム（土22:00 - 22:30）※2024年9月までは木曜21:00放送
- キン肉マン（日21:00 - 21:30）※2024年9月までは水曜21:00放送

### 深夜帯
- 鬼灯の冷徹（水23:30 - 木0:00）
- 魔法少女リリカルなのはA's（金23:30 - 土0:00）
- コードギアス 反逆のルルーシュ（土0:00 - 0:30）
- 宇宙よりも遠い場所（土23:05 - 23:35）※SEIBU TRAINアニメスペシャル

## 過去に放送された新作アニメ
- 浦和の調ちゃん
  - むさしの!
- 松山あおい物語シリーズ
- どすこい すしずもう
- 炸裂!あまびえ姫。
- 私の推しは悪役令嬢。
- 川越ボーイズ・シング
- ダンジョン飯
- 0歳児スタートダッシュ物語
- 2.5次元の誘惑

### 他局制作
※はUHFアニメ扱い
※※は本放送時と違い13話で終了

#### 独立局
- tvk
  - まめうしくん（『ちびアニ劇場』内）
- TOKYO MX
  - BanG Dream!
  - 終末トレインどこへいく?（1年遅れ）
- 群馬テレビ
  - ワールドフールニュースシリーズ

#### 日本テレビ系列
- 日本テレビ
  - 花は咲く、修羅の如く（日本テレビで先行放送されたため実質再放送）
- 札幌テレビ
  - チビナックス ※
- 読売テレビ
  - 無敵看板娘 ※
  - エンジェル・ハート ※HD（再放送）
  - 乃木坂春香の秘密※
  - ケメコデラックス!※
  - 07-GHOST※（後に日本テレビでも放送）
  - GA 芸術科アートデザインクラス※
  - ドラゴンクライシス!※（後に日本テレビでも放送）
  - 花咲くいろは※

#### テレビ朝日系列
- 名古屋テレビ（メ〜テレ）
  - CODE-E ※『アニたま』番組内で放送
- 朝日放送
  - 幻影ヲ駆ケル太陽 ※
- メ〜テレ・朝日放送共同制作
  - 銀色のオリンシス ※
  - がんばれ! おでんくん
  - 戦国鳥獣戯画

#### TBS系列
- TBS
  - 英国戀物語エマ(第1期)※
  - Fate/stay night ※
  - 夜明け前より瑠璃色な 〜Crescent Love〜 ※
  - AIR ※『アニたま』番組内で放送
  - けんぷファー ※（アニたま内））
  - THE IDOLM@STER ※※
- 北海道放送・東北放送・CBCテレビ・RKB毎日放送
  - 砂ぼうず※
- 毎日放送 - MBS制作の再放送番組に関してはNET（現・テレビ朝日）系時代（1975年の腸捻転解消前）の番組も放送される。
  - 銀河漂流バイファム13※
  - 成恵の世界 ※
  - セイクリッドセブン ※
  - マイアミ☆ガンズ ※
  - ニセコイ ※
  - 進撃の巨人（第2期のみ、第3期はNHK総合・東京で放送）
  - 月がきれい
  - SSSS.GRIDMAN（BS11と共同製作。1クール遅れ）
  - SSSS.DYNAZENON（BS11と共同製作。1クール遅れ）
  - 東京リベンジャーズ 聖夜決戦編（AT-Xと共同製作、テレビ東京で先行放送されたため実質再放送）
  - 東京リベンジャーズ 天竺編（放送形態は上記と同じ）

#### テレビ東京系列
- AT-X
  - 異世界迷宮でハーレムを ※TV放送Ver. (本編前、本編終了後提供クレジット→15秒CMの後に局独自の警告画面、EDカードを挿入して放送。)

## 過去の再放送アニメ

### NHK
- 電脳コイル
- 未来少年コナン

### 日本テレビ系列
- 日本テレビ
  - キャッツ・アイ
  - 新エースをねらえ!
  - ときめきトゥナイト
  - はじめの一歩 New Challenger
  - 美味しんぼ
  - 魔法の天使クリィミーマミ
  - あしたのジョー2
  - 元祖天才バカボン
  - ベルサイユのばら
  - 機動警察パトレイバー
  - 君に届け
  - 君に届け 2ND SEASON
  - ルパン三世 PART4
  - がんばれ!キッカーズ
  - ルパン三世 PART5
- 読売テレビ
  - 犬夜叉 完結編
  - シティーハンター
  - 巨人の星シリーズ
  - コボちゃん
  - ルパン三世 PART3[注 1]
  - 金田一少年の事件簿R
  - YAWARA!
  - 宇宙兄弟

### テレビ朝日系列
- 日本教育テレビ → テレビ朝日
  - 空手バカ一代
  - 平成イヌ物語バウ
  - 名探偵ホームズ
  - プロゴルファー猿（アニメ40's枠）
  - 忍者ハットリくん（アニメ40's枠）
- 名古屋テレビ（メ〜テレ）
  - 機動戦士ガンダム
  - 勇者シリーズ
    - 勇者エクスカイザー
    - 太陽の勇者ファイバード
    - 伝説の勇者ダ・ガーン
    - 勇者特急マイトガイン
- 毎日放送
  - エースをねらえ!
- 朝日放送
  - はーいステップジュン
  - おジャ魔女どれみシリーズ
    - おジャ魔女どれみ♯
    - も〜っと! おジャ魔女どれみ
    - おジャ魔女どれみドッカ〜ン!
    - おジャ魔女どれみナ・イ・ショ
    - おジャ魔女どれみ（第1作）[注 2]

  - プリキュアシリーズ
    - フレッシュプリキュア![注 3]
    - ハートキャッチプリキュア![注 4]
    - スイートプリキュア♪
    - スマイルプリキュア!
    - ドキドキ!プリキュア
    - ハピネスチャージプリキュア!
    - Go!プリンセスプリキュア
    - 魔法つかいプリキュア!
    - キラキラ☆プリキュアアラモード

  - はじめ人間ギャートルズ
  - 怪盗セイント・テール
  - みつばちマーヤ
  - 夢のクレヨン王国[注 5][注 6]
  - トッポ・ジージョ

### TBS系列
- 東京放送 → TBSテレビ
  - まんがはじめて物語
  - 少年アシベ
  - さくらももこ劇場 コジコジ
- 中部日本放送
  - みかん絵日記
  - 真・女神転生デビチル デビルチルドレン
  - モンスターファーム〜円盤石の秘密〜
- 毎日放送
  - ガンダム Gのレコンギスタ
  - TIGER & BUNNY
  - 魔法少女まどか☆マギカ
  - 血海戦線＆BEYOND（埼玉県内としては初放送）

### テレビ東京系列
- テレビ東京
  - ガラスの仮面
  - 熱血電波倶楽部 ※なお『陸上防衛隊まおちゃん』は2007年にも単独で2回目の再放送がされている。
  - レレレの天才バカボン
  - 新世紀エヴァンゲリオン
  - カレイドスター
  - 魔探偵ロキ
  - ビューティフル ジョー
  - メダロット
  - 甲虫王者ムシキング 森の民の伝説
  - 夏目友人帳シリーズ
    - 夏目友人帳
    - 続 夏目友人帳

  - ARIA シリーズ
    - ARIA The ANIMATION
    - ARIA The NATURAL
    - ARIA The ORIGINATION

  - Over Drive
  - スクライド
  - ポポロクロイス
  - ゼーガペイン[注 7]
  - 姫ちゃんのリボン
  - 天使な小生意気
  - ぼのぼの（第1作）[注 8]
  - こどものおもちゃ[注 9]
  - ジャングルの王者ターちゃん
  - 夢見るトッポ・ジージョ
  - ジャングル大帝（第3作）
  - ガンダムビルドシリーズ
    - ガンダムビルドファイターズ
    - ガンダムビルドファイターズトライ
    - ガンダムビルドダイバーズ

  - レベルE
  - ケロロ軍曹シリーズ
  - とらドラ!
  - 蒼穹のファフナー
  - 瀬戸の花嫁
  - 侵略!イカ娘シリーズ
- テレビ愛知
  - サイボーグクロちゃん

### フジテレビ系列
- フジテレビ
  - 昆虫物語 みなしごハッチ
  - 樫の木モック
  - キテレツ大百科
  - タイムボカンシリーズ
    - タイムボカン
    - ヤッターマン（第1作）

  - 陽あたり良好!
  - あしたのジョー
  - うる星やつら
  - タッチ
  - 世界名作劇場
    - 南の虹のルーシー
    - フランダースの犬
    - あらいぐまラスカル
    - 母をたずねて三千里
    - 七つの海のティコ
    - ロミオの青い空
    - 愛の若草物語

  - フルメタル・パニック? ふもっふ
  - らんま1/2
  - るろうに剣心
  - スペースコブラ
  - アルプスの少女ハイジ
  - ゲゲゲの鬼太郎（第5作）
  - 平成天才バカボン
  - ハクション大魔王
  - 幽☆遊☆白書
  - めぞん一刻

### CS,BS放送
- WOWOW
  - 巨人の星【特別篇】 花形満
- CS日本
  - 巨人の星【特別篇】 父一徹
- BSフジ
  - こんにちは アン 〜Before Green Gables[注 10]

### 過去に放送されたその他アニメ
- カウボーイビバップ（サンライズ・バンダイビジュアル製作）
- メトロ・ゴールドウィン・メイヤー
  - トムとジェリー（アメリカ作品の日本語翻訳版）
- カートゥーン ネットワーク
  - パワーパフガールズ（アメリカ作品の日本語翻訳版、カートゥーン ネットワーク配給・日本語版制作はテレビ東京など）
  - トムとジェリー ショー
- リトルプリンセス（イギリス制作）

## 過去のUHFアニメの作品一覧

### 2007年
1月-
- 一騎当千 Dragon Destiny
- 京四郎と永遠の空
- 恋する天使アンジェリーク ～かがやきの明日～
- SHUFFLE!MEMORIES
- ひまわりっ!!

4月-
- アイドルマスター XENOGLOSSIA
- 英國戀物語エマ 第二幕
- 大江戸ロケット
- この青空に約束をー ～ようこそつぐみ寮へ～
- シャイニング・ティアーズ・クロス・ウィンド
- ぼくらの
- 魔法少女リリカルなのはStrikerS
- らき☆すた

7月-
- ケンコー全裸系水泳部ウミショー
- さよなら絶望先生
- School Days
- ゼロの使い魔 ～双月の騎士～
- ドージンワーク
- ななついろ★ドロップス
- ひぐらしのなく頃に解
- ぽてまよ

10月-
- ef - a tale of memories.
- キミキス pure rouge
- げんしけん2
- ご愁傷さま二ノ宮くん
- D.C.II ～ダ・カーポII～
- ナイトウィザード The ANIMATION
- BLUE DROP～天使達の戯曲～
- プリズム・アーク
- Myself;Yourself
- レンタルマギカ

### 2008年
4月-
- D.C.II S.S. 〜ダ・カーポII セカンドシーズン〜
- 仮面のメイドガイ
- アニメスピリッツ枠 純情ロマンチカ
- S・A〜スペシャル・エー〜
- 我が家のお稲荷さま。
- BLASSREITER

7月‐
- アニメスピリッツ枠 ストライクウィッチーズ
- 一騎当千 Great Guardians
- 恋姫†無双
- セキレイ
- ゼロの使い魔〜三美姫の輪舞〜
- 鉄腕バーディー DECODE
- 乃木坂春香の秘密
- Mission-E
- 薬師寺涼子の怪奇事件簿

10月-
- 屍姫
- アニメスピリッツ枠 純情ロマンチカ2
- あかね色に染まる坂
- カオスヘッド
- かんなぎ
- キャシャーン Sins
- 空を見上げる少女の瞳に映る世界
- 鉄腕バーディー DECODE:02
- とある魔術の禁書目録
- ドルアーガの塔 〜the Sword of URUK〜
- 伯爵と妖精
- WHITE ALBUM
- まかでみ・WAっしょい!
- まりあ†ほりっく
- RIDEBACK

### 2009年
1月-
- 空を見上げる少女の瞳に映る世界
- 鉄腕バーディー DECODE:02
- ドルアーガの塔 〜the Sword of URUK〜
- マリア様がみてる 4thシーズン
- まりあ†ほりっく

4月-
- アスラクライン
- 鋼殻のレギオス
- シャングリ・ラ
- 神曲奏界ポリフォニカ クリムゾンS
- 涼宮ハルヒの憂鬱 (2009年版)
- 07-GHOST
- 戦場のヴァルキュリア
- タユタマ -Kiss on my Deity-
- ティアーズ・トゥ・ティアラ

10月-
- アスラクライン2
- 11eyes
- キディ・ガーランド
- 真・恋姫†無双
- 聖剣の刀鍛冶
- 生徒会の一存
- そらのおとしもの
- とある科学の超電磁砲
- WHITE ALBUM(第二期)

### 2010年
1月-
- おまもりひまり
- 聖痕のクェイサー
- ダンス イン ザ ヴァンパイアバンド

4月-
- いちばんうしろの大魔王
- 一騎当千 XTREME XECUTOR
- 裏切りは僕の名前を知っている
- 薄桜鬼

7月-
- あそびにいくヨ!
- オオカミさんと七人の仲間たち
- 学園黙示録 HIGHSCHOOL OF THE DEAD
- 祝福のカンパネラ
- 生徒会役員共
- ストライクウィッチーズ2

10月-
- えむえむっ!
- 俺の妹がこんなに可愛いわけがない
- そらのおとしもの f <<フォルテ>>
- 探偵オペラ ミルキィホームズ
- とある魔術の禁書目録II
- 薄桜鬼 碧血録
- 百花繚乱 サムライガールズ

### 2011年
1月-
- お兄ちゃんのことなんかぜんぜん好きじゃないんだからねっ!!
- これはゾンビですか?
- ドラゴンクライシス!
- フリージング

4月-
- アスタロッテのおもちゃ!
- 俺たちに翼はない
- STEINS;GATE
- 世界一初恋
- そふてにっ
- DOG DAYS
- 日常
- 花咲くいろは
- 星空へ架かる橋

7月-
- R-15
- 異国迷路のクロワーゼ
- いつか天魔の黒ウサギ
- 快盗天使ツインエンジェル〜キュンキュン☆ときめきパラダイス!!〜
- 神様のメモ帳
- セイクリッドセブン
- 猫神やおよろず
- ロウきゅーぶ!

10月-
- 境界線上のホライゾン
- C3-シーキューブ-
- 世界一初恋2
- Fate/Zero
- マケン姫っ！
- ましろ色シンフォニー-The color of lovers-
- 未来日記

### 2012年
1月-
- Another
- あの夏で待ってる
- ハイスクールD×D
- パパのいうことを聞きなさい!
- モーレツ宇宙海賊
- リコーダーとランドセル

4月-
- アクセル・ワールド
- うぽって!!
- AKB0048
- 謎の彼女X
- 氷菓
- Fate/Zero 2ndシーズン

## 過去に放送したアニメ・ゲーム情報番組
- アニメぱらだいす!（2004年2月 - 3月）
- アニメ天国（2004年4月 - 2007年9月）
- Run Run LAN! （2009年4月 - 9月。金 24:30 - 25:00。キーステーション）
- アニたま（2007年10月 - 2012年12月）
- AG学園 あに☆ぶん（2010年10月 - 2013年12月）

## 備考
- 夕刻帯は、TVSライオンズアワー放送日（4月 - 9月、一部の中継はマルチチャンネルで放送）、埼玉県公立高校入試関連番組（埼玉県公立高校入試の傾向と対策（11月中旬-下旬）、埼玉県公立高校入試解答速報（全体、3月の公立高校入試学力検査実施日））、全国高等学校サッカー選手権大会決勝戦放送日（全体、原則成人の日）[注 11]、全国高等学校野球選手権大会埼玉大会放送時の番組振替（7月中旬-下旬）、選挙の期間中の政見放送で休止になることがある。
- 月〜金曜の夕刻帯は2012年10月1日から2018年9月28日まで「テレ玉アニメ☆パレード」という枠名が付けられていた。
- 2021年4月に、「MACHINE TO HEART～マシンとハート～」が「トピックマガジン」（火1:30 - 2:30）内で放送される予定だったが、制作会社のトラブルにより中止された[1]。